# Dębno (powiat średzki)
Dębno – wieś w Polsce położona w województwie wielkopolskim, w powiecie średzkim, w gminie Nowe Miasto nad Wartą.

## Charakterystyka
Wieś leży na lewym brzegu Warty 5 km na wschód od Nowego Miasta nad Wartą.
W latach 1975–1998 miejscowość należała administracyjnie do województwa poznańskiego.
Przez Dębno przebiega czerwony szlak rowerowy, łączący Żerków przez Bieździadów, Czeszewo i Mikuszewo z Miłosławiem.
Wieś położona jest na terenie Żerkowsko-Czeszewskiego Parku Krajobrazowego.
We wsi znajduje się gotycki kościół pw. Wniebowzięcia Najświętszej Maryi Panny.